# Amarsi può darsi
Amarsi può darsi è un film del 2001 diretto da Alberto Taraglio.

## Trama
Una coppia di trentenni, durante l'udienza per discutere il divorzio, rivive la propria storia sentimentale tramite alcuni flashback.